# Utgrävningstjärnarna, Hälsingland
Utgrävningstjärnarna är en sjö i Ljusdals kommun i Hälsingland och ingår i Ljusnans huvudavrinningsområde.